# Cerodontha eminula
Cerodontha eminula är en tvåvingeart som beskrevs av Mitsuhiro Sasakawa 2005. Cerodontha eminula ingår i släktet Cerodontha och familjen minerarflugor. Inga underarter finns listade i Catalogue of Life.